# Emballotheca harmeri
Emballotheca harmeri är en mossdjursart. Emballotheca harmeri ingår i släktet Emballotheca och familjen Parmulariidae.
Artens utbredningsområde är Röda havet. Inga underarter finns listade i Catalogue of Life.